# Tricholathys hirsutipes
Tricholathys hirsutipes är en spindelart som först beskrevs av Banks 1921.  Tricholathys hirsutipes ingår i släktet Tricholathys och familjen kardarspindlar. Inga underarter finns listade i Catalogue of Life.